# Gare de Berlin Bundesplatz
La gare de Berlin Bundesplatz (BBUB) est une gare ferroviaire allemande située à Berlin sur le Ringbahn. Elle est située dans le quartier Wilmersdorf à côté de la place éponyme.

## Service des voyageurs

### Desserte
La gare est desservie par des trains des lignes S41, S42 et S46 du S-Bahn de Berlin.